# Halte de Plan d'eau des Ferréols
La halte du Plan d'eau des Ferréols est une halte ferroviaire française située sur la commune de Digne-les-Bains, dans le département des Alpes-de-Haute-Provence. Elle dessert depuis août 1990 le plan d'eau des Ferréols se situant à une centaine de mètres de la halte.
Elle est située au PK : 147.850 à environ 100 mètres du Pont de la Bléone.

## Desserte
La gare est desservie par le réseau des Chemins de fer de Provence (CP), le « train des Pignes » sur la ligne de Nice à Digne (4 a/r par jour).